# Mladen Petrić
Mladen Petrić (Dubrave, Jugoszlávia, ma: Bosznia-Hercegovina, 1981. január 1. –) horvát labdarúgó.

## Sikerei, díjai

### Klub
Grasshopper Club Zürich
- Svájci bajnok: 2000–01, 2002–03

FC Basel
- Svájci bajnok: 2004–05
- Svájci kupa: 2006–07
- Uhrencup: 2006

Panathinaikos
- Görög kupa: 2014

### Egyéni
- Svájci bajnokság gólkirálya: 2007